# Wesergebirge

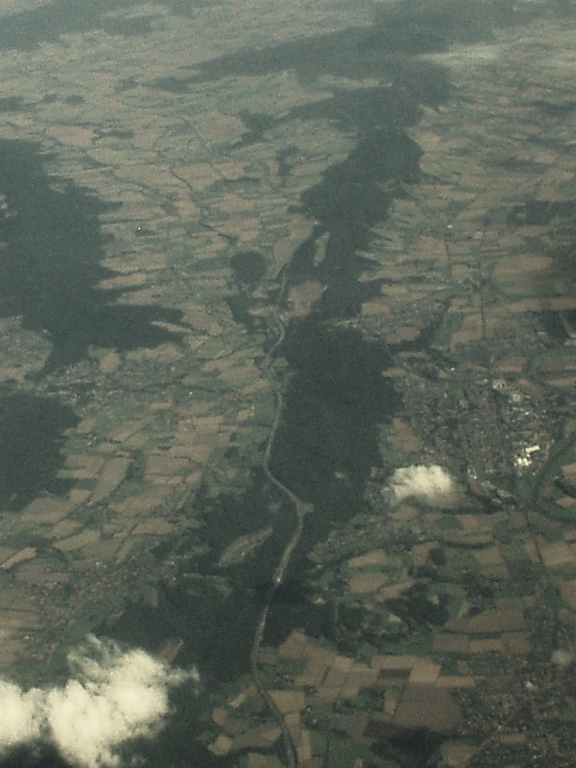
Wesergebirge von Westen gesehen, mit Übergang in den Süntel. Links des bewaldeten Kammes (von unten nach oben) Kleinenbremen, der Harrl, Bad Eilsen, der Bückeberg und ganz im Hintergrund der Deister. Rechts des Kammes (von unten nach oben) Eisbergen und Rinteln mit der Weser.

Das Wesergebirge (auch Weserkette genannt) ist ein bis 336 m ü. NHN hohes Mittelgebirge des Weserberglands in Nordrhein-Westfalen und Niedersachsen (Deutschland).
Das dicht bewaldete Wesergebirge zählt zu den Nordausläufern der deutschen Mittelgebirge am Südrand des Norddeutschen Tieflands und wird im Westen vom Naturpark TERRA.vita und im Osten vom Naturpark Weserbergland Schaumburg-Hameln eingenommen.
Weithin bekannt ist das Wesergebirge durch die Schaumburg, die auf dem 12 km östlich von Rinteln gelegenen Nesselberg (ca. 225 m) steht und Namensgeberin wie Wahrzeichen des Schaumburger Landes ist.

## Geographie

### Lage
Das Wesergebirge, das in den Landkreisen Minden-Lübbecke, Schaumburg, Hameln-Pyrmont liegt, erstreckt sich etwa in Westnordwest-Ostsüdost-Richtung von der Stadt Porta Westfalica bzw. vom Weserdurchbruch Porta Westfalica im Westen nördlich über Rinteln und Hessisch Oldendorf bis zum Höhenschwerpunkt des Süntel um die Hohe Egge nördlich Hamelns und unmittelbar südwestlich von Bad Münder. Es ist Teil der Abgrenzung des Weserberglands und damit einer Teilregion der deutschen Mittelgebirge im Süden zur Norddeutschen Tiefebene im Norden.
Bis etwa Steinbergen verläuft der Höhenzug streng gratartig und erreicht Höhen bis um 320 m. Weiter ostsüdöstlich, bis Rohdental, bleibt die Kammstruktur prinzipiell erhalten, jedoch flacht die Nordflanke immer allmählicher ab, um in die westliche Süntel-Abdachung („Längenfelder Hochflächen“) überzugehen. In diesem Abschnitt werden bis 336 m erreicht.
Östlich Rohdentals werden die Übergänge zum Nordwest-Süntel allmählich fließend, jedoch bleibt eine in Einzelkuppen aufgelöste Verlängerung des Kammes erkennbar vom Amelungsberg (über 330 m; Südwestableger Baumgartenberg über 235 m) über Mittelberg (ü. 297,5 m), Wendgeberg (um 220 m), Westerberg (ü. 250 m), Osterberg (ü. 260 m) zum Hasseln (ü 285 m), bis am Hohenacken, unmittelbar südöstlich der mit 440 m noch einmal deutlich höheren Hohen Egge, mit über 380 m  die höchste Erhebung erreicht wird.
Die naturräumliche Gliederung auf den Einzelblättern (1:200.000) 085 Minden und 086 Hannover zieht die Grenze zwischen Wesergebirge und Nordwest-Süntel derart, dass über die genannten Einzelkuppen hinaus auch die sich je nördlich anschließenden Berge Hohenstein, Borberg und Katzennase dem Wesergebirge zugerechnet werden. Diese sind jedoch geomorphologisch vom Süntel nicht trennbar und bilden einzelne Riedel, die durch Talungen deutlich von den Einzelkuppen getrennt sind. Geologisch gehören sie auch der auf dem Plateau des Nordwest-Süntel überwiegenden Formation Kimmeridge (joKI) des Oberjura an, während die klassischen Wesergebirgshöhen zur Formation Oxfordium (ox, ebenfalls Oberjura) gezählt werden, die Südflanken zum Dogger (jm).

### Benachbarte Höhenzüge

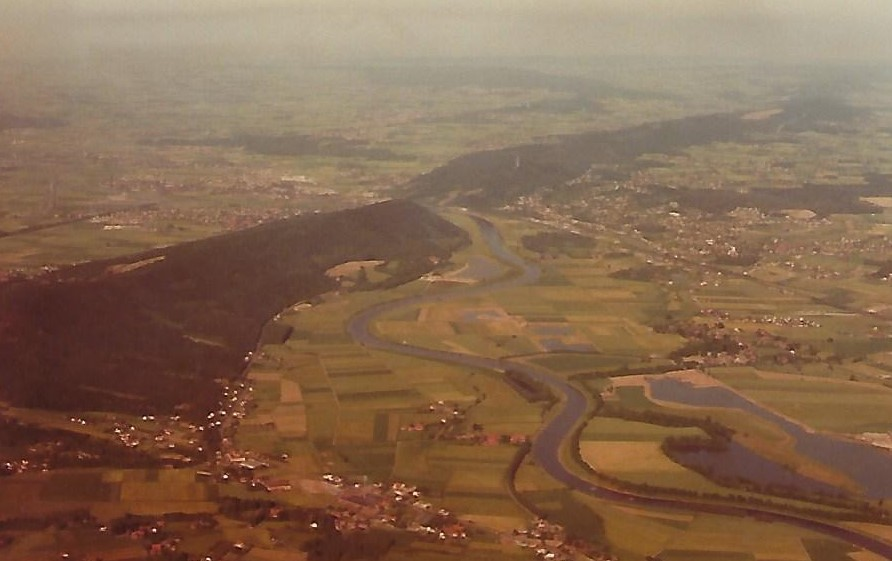
Porta Westfalica zwischen Wiehen- und Wesergebirge

Nördlich des Wesergebirges gibt es nur noch wenige Höhenzüge und Gebirge des Calenberger Berglandes wie die nahen Höhenzüge Harrl und Bückeberg. Westlich und damit jenseits der Porta Westfalica setzt sich das Wesergebirge im Wiehengebirge fort, das geologisch betrachtet ähnlich aufgebaut ist und sich bis nach Bramsche (nordwestlich von Osnabrück) erstreckt.
Südlich des Wesergebirges und in etwa parallel zu ihm fließt die Weser von Hessisch-Oldendorf im Osten über Rinteln in Richtung Vlotho im Westen, um dann in Richtung Nordosten bzw. zur Stadt Porta Westfalica abzuknicken. Diese dem Gebirge südlich vorgelagerten nördlichen Bereiche des Oberen Wesertals sind ein alter Besiedlungsraum, der durch die auf dem Nesselberg stehende Schaumburg markiert wird. Die dem Wesergebirge gegenüberliegende Abgrenzung des Wesertals wird in diesem Abschnitt durch den Nordrand des Lipper Berglandes gebildet. Ab dem Durchbruchstal Porta Westfalica wendet sich der Fluss nach Norden, um in die südlichen Bereiche der Norddeutschen Tiefebene einzufließen. Nördlich des Gebirges erstreckt sich das Oberlauftal der in etwa in Ost-West-Richtung verlaufenden Bückeburger Aue.

### Naturräumliche Zuordnung
Das Wesergebirge bildet in der naturräumlichen Haupteinheitengruppe Weser-Leine-Bergland (Nr. 37), in der Haupteinheit Calenberger Bergland (378) und in der Untereinheit Weserberge (378.1) den Naturraum Wesergebirge (378.10).

## Geologie
Das kammartige Wesergebirge ist aus Korallenoolith aufgebaut und gilt als ein bedeutendes Kalksteingebiet Niedersachsens. An seiner Südseite weist es steile Gebirgsflanken meist mit mäßig hohen Felswänden unterhalb der Bergkämme auf. Seine Nordabdachung fällt dagegen eher allmählich ab.

## Geschichte
Im Nammer Lager, einer Ringwallanlage südsüdwestlich von Nammen, suchten früher die Bewohner der Umgebung Schutz bei feindlichen Angriffen.

## Flora und Fauna
Das waldreiche Wesergebirge ist ein bedeutendes Buchenwaldgebiet in Niedersachsen.

## Naturschutz und -parke
Teile des Wesergebirges stehen im Bereich des Hohensteins unter Naturschutz. Nur die Südhänge der bewaldeten Bergzüge mit teilweise seltenen Pflanzengesellschaften sind Landschaftsschutzgebiete.
Während sein äußerster Westteil (südwestlich von Bückeburg) noch zum Naturpark TERRA.vita gerechnet wird, gehören die mit Abstand größeren Mittel- und Ostteile zum Naturpark Weserbergland Schaumburg-Hameln.

## Aktionsgemeinschaft „Rettet die Weserberge“
Eine unabhängig und überparteilich organisierte Interessengemeinschaft, die es sich zum Ziel gesetzt hat, das Wesergebirge und den Süntel vor einer vollständigen Zerstörung durch Gesteinsabbau zu bewahren, ist die Aktionsgemeinschaft „Rettet die Weserberge“.

## Berge

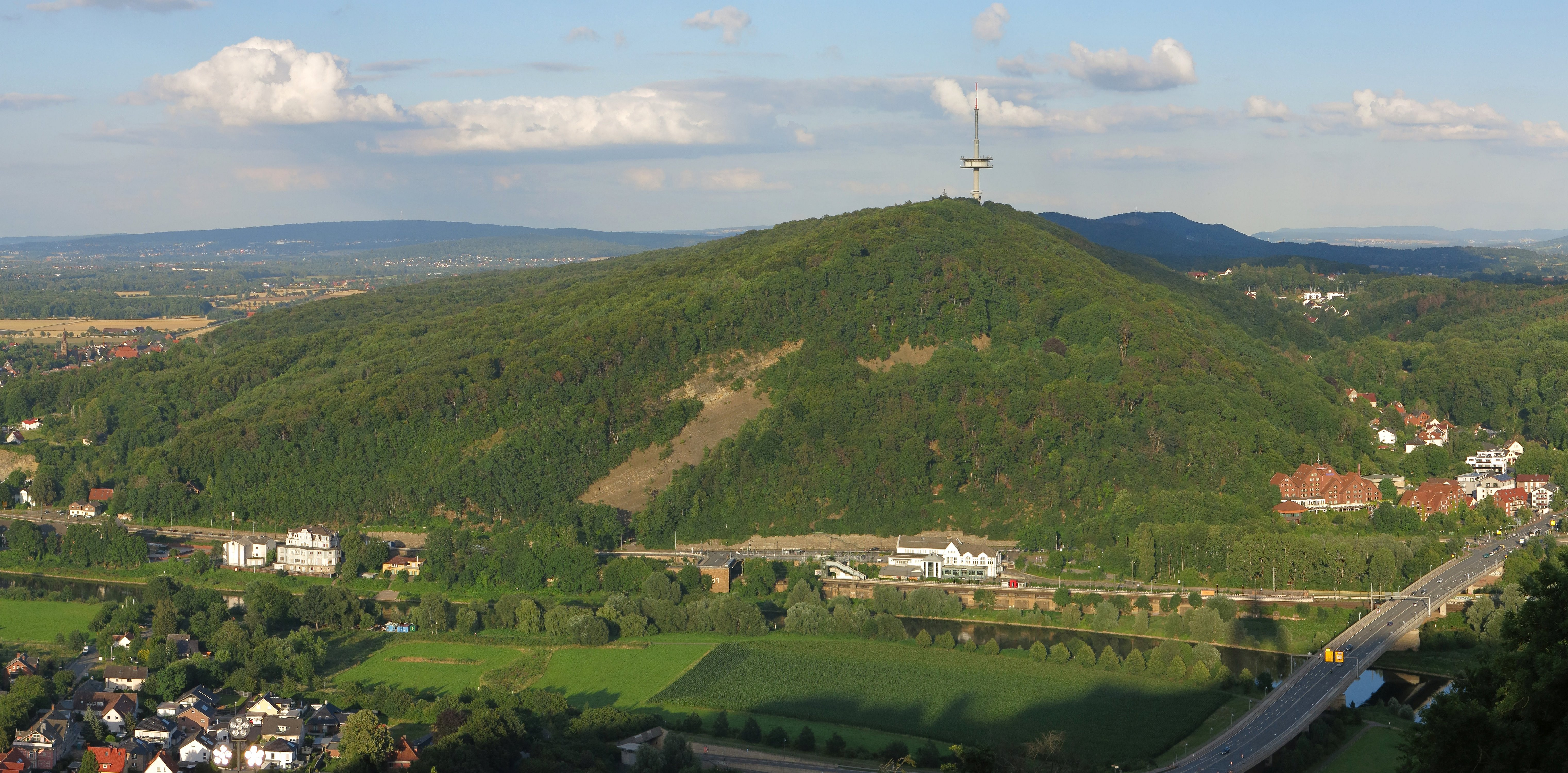
Wesergebirge von Westen. Blick vom Kaiser-Wilhelm-Denkmal (Wittekindsberg, Wiehengebirge) über die Porta Westfalica zum Jakobsberg

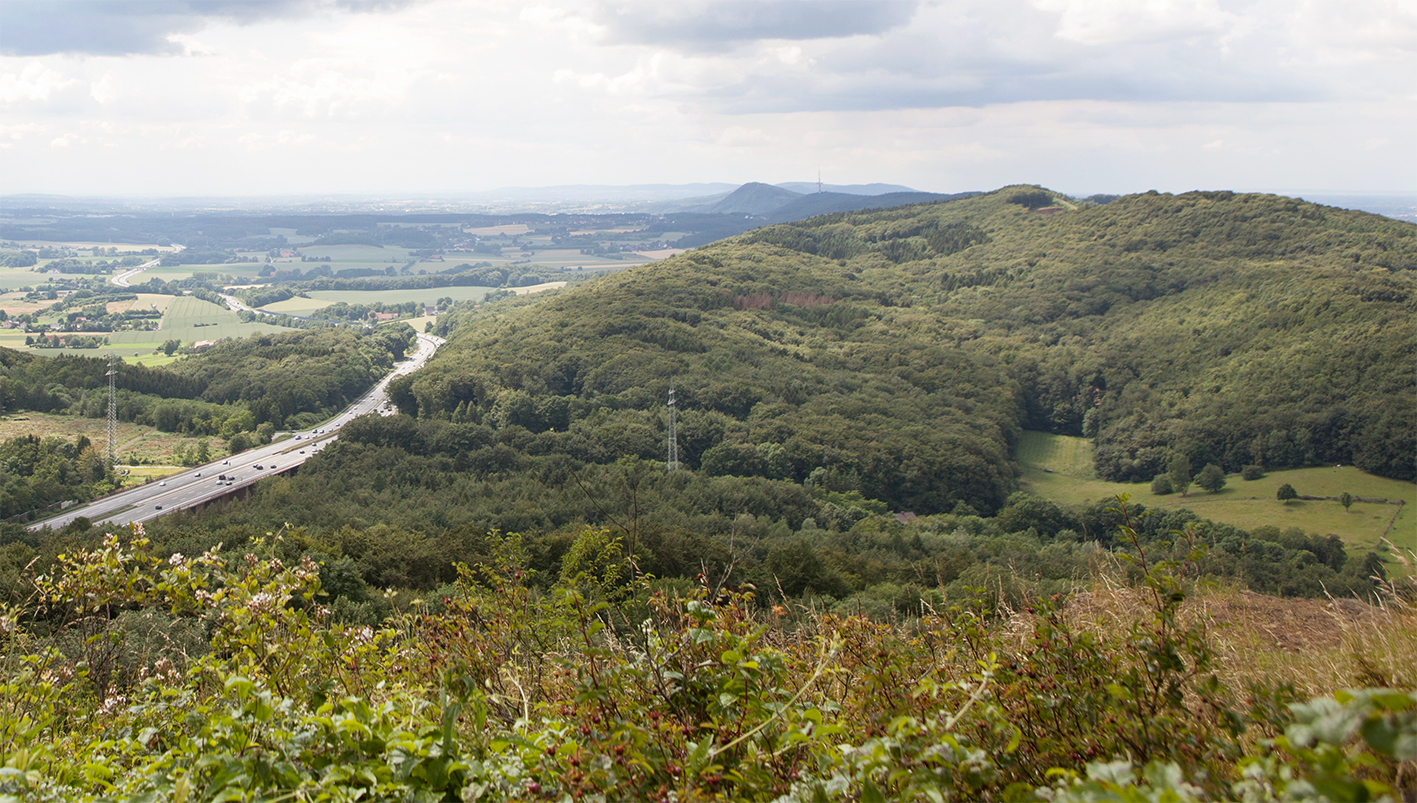
Blick vom Papenbrink Richtung Porta-Westfalica (links die A2)

Das Wesergebirge ist geprägt durch etwa zwei Dutzend Berge, die sich kammartig aneinanderreihen und im Osten mit dem Berg der Paschenburg bis etwa 336 m Höhe erreichen. In seinem Mittelteil, westlich der Bundesautobahn 2, sind sie mit der Wülpker Egge maximal rund 280 m und mit dem westlichsten Berg des Wesergebirges, dem Jakobsberg, der sich östlich der Porta Westfalica befindet, 235,2 m hoch.
Geologisch und naturräumlich zählen – neben den folgend gelisteten Bergen – unter anderem auch die landschaftlich eher dem Süntel zugehörigen Erhebungen Amelungsberg (ca. 330 m) und Hohenstein (340,5 m) mit der Teufelskanzel (Grüner Altar) noch zum Wesergebirge.
Zu den Bergen und Erhebungen des Wesergebirges in West-Ost-Richtung betrachtet gehören mit Höhe in Meter über Normalhöhennull (NHN; beim höchsten Berg ist die Höhe fett gedruckt):
- Jakobsberg (235,2 m)[8], u. a. mit Fernmeldeturm Jakobsberg, Schlageter Denkmal und Porta-Kanzel, an der Porta Westfalica, nordnordöstlich von Hausberge
- Königsberg (ca. 220,4 m)[8], nordöstlich von Hausberge
- Roter Brink (ca. 238,0 m)[8], mit Nammer Lager, südsüdwestlich Nammens
- Lohfelder Berg (215,2 m)[8], nordöstlich Lohfelds
- Nammer Klippe (248,8 m)[8], Naturschutzgebiet, südlich Nammens
- Nammer Kopf (266,3 m)[8], mit „Nammer Klippen“, Naturschutzgebiet, südsüdöstlich Nammens
- Wülpker Egge (ca. 280 m)[8], mit einem Steinbruch, südlich Wülpkes
- Rote Klippe (ca. 225,9 m)[8], mit einem Steinbruch, südlich Kleinenbremens
- Papenbrink (303 m)[9], mit Sendeanlage und einem Steinbruch, nordnordwestlich Todenmanns
- Lange Wand (320,1 m)[2], im Staatsforst Hainholz nordöstlich Todenmanns
- Berg der Frankenburg (ca. 230 m)[10], mit Resten der Frankenburg, Vorberg der Langen Wand, nördlich Todenmanns
- Luhdener Klippe (ca. 300 m)[10], mit Aussichtsturm Klippenturm, nordnordöstlich Rintelns
- Hirschkuppe (Arensberg; 250,1 m)[2], nordwestlich Steinbergens; Fundort des jungsteinzeitlichen Kupferbeils von Steinbergen
- Messingsberg (270,1 m)[2], mit einem Steinbruch, nordnordöstlich Steinbergens
- Westendorfer Egge (ca. 295 m)[2], mit einem Steinbruch, nordnordöstlich Westendorfs
- Oberberg (325,2 m)[2], mit „Springsteinen“, nördlich Schaumburgs
- Heutzeberg (231,6 m)[9], Vorberg des Oberbergs, nördlich Schaumburgs
- Nesselberg (ca. 225 m)[10], mit der Schaumburg, Vorberg des Mönchebergs, östlich Schaumburgs
- Berg der Paschenburg (336 m)[2], mit der Paschenburg, bei Schaumburg
- Möncheberg (327,2 m)[9], mit dem Gasthaus „Paschenburg“, zwischen Schaumburg und Rohdental

## Ortschaften
Zu den Ortschaften im bzw. am Wesergebirge gehören die Stadt Porta Westfalica, die sich westlich des Gebirges bzw. südöstlich der Porta Westfalica (am Übergang zum Wiehengebirge) befindet, und die Stadt Minden, die etwas nördlich dieses Durchbruchtals liegt. Nördlich des Mittelteils des Wesergebirges befindet sich die Stadt Bückeburg, südlich davon die Stadt Rinteln, und südwestlich des Gebirges liegt die Stadt Vlotho.
Diese und weitere Ortschaften am Wesergebirge sind (alphabetisch sortiert):
- Auetal (nördlich)
- Bad Eilsen (nördlich)
- Bückeburg (nördlich)
- Heeßen (nördlich)
- Hessisch Oldendorf (südlich)
- Minden (nördlich)
- Porta Westfalica (südlich, westlich und nördlich)
- Rinteln (südlich)
- Vlotho (südwestlich)

## Sehenswürdigkeiten
Zu den Sehenswürdigkeiten des Wesergebirges gehören:
- Auf dem Nesselberg (ca. 225 m), östlich von Rinteln, steht die Schaumburg.
- Auf dem Berg der Paschenburg, nahe Schaumburg, steht die Paschenburg (ca. 336 m), historische Einkehrmöglichkeit mit weiter Aussicht über das Wesertal.
- Im Steinberger Pass des Wesergebirges steht zwischen Buchholz und Rinteln-Steinbergen das Schloss Arensburg (ca. 130 m)[10], das nicht besichtigt werden kann.
- An der Nordabdachung des Wesergebirges befindet sich in Kleinenbremen das Besucherbergwerk Kleinenbremen.
- Bei Hausberge ragt der Fernmeldeturm Jakobsberg mit Aussichtsplattform empor. Am Turmfuß befindet sich ein Bismarck-Gedenkraum.

## Verkehr und Wandern
Das Wesergebirge wird südwestlich von Bad Eilsen zwischen Todenmann und Schermbeck bzw. den Bergen Papenbrink und Lange Wand (Hainholz) im „Schermbecker Paß“ (ca. 216,7 m) in Südwest-Nordost-Richtung von der Bundesautobahn 2 durchschnitten. Die Autobahn ist in diesem Bereich sechsspurig ausgebaut, was eine starke bauliche Einschneidung in die Wald- und Gebirgslandschaft darstellt, die es erdgebundenen Tieren kaum möglich macht, diese Barriere zu passieren. Wo die Autobahn nicht durch Lärmschutzwände umbaut ist, ist die Lärmbelastung für Mensch und Tier enorm hoch.
Das Wesergebirge wird von Abschnitten einiger Bundesstraßen passiert oder durchschnitten: An der westlich des Gebirges gelegenen Porta Westfalica wird es von den Bundesstraßen 61 und 482 und nördlich des Gebirges von der B 65 passiert. Durch den Mittelteil dieses Gebirges führt die B 83, auf die bei Steinbergen die B 238 stößt. Über die B 83, B 238 und B 482 besteht jeweils Anschluss an die A 2.
Über den Kamm des Wesergebirges verläuft der Europäische Fernwanderweg E1.